# Hlohovec (stacja kolejowa)
Hlohovec – stacja kolejowa w miejscowości Hlohovec, w kraju trnawskim, na Słowacji.
Znajduje się na linii 141 Leopoldov – Kozárovce. Jest to linia niezelektryfikowana. Stacja znajduje się około 900 m na północny zachód od centrum miasta.

## Linie kolejowe
- 141 Leopoldov – Kozárovce